# Dincolo de uși
Dincolo de uși (în engleză Sliding Doors) este o dramă romantică britanico-americană din 1998, scrisă și regizată de Peter Howitt și avându-i un rolurile principale pe Gwyneth Paltrow și John Hannah, iar în alte roluri pe John Lynch, Jeanne Tripplehorn și Virginia McKenna. Filmul prezintă două universuri paralele, bazate pe două căi ale vieții personajului principal care depind de pierderea sau nu a unui tren. 

## Rezumat
Filmul o urmărește pe Helen Quilley (Gwyneth Paltrow), care tocmai a fost concediată de la slujba ei din domeniul relațiilor publice. După ce pierde trenul din galeria metroului londonez, intriga se desparte în două universuri paralele, care detaliază, de asemenea, calea pe care ar fi luat-o viața sa dacă ar fi reușit să urce în tren.
În situația în care ar fi urcat în tren, ea l-ar fi întâlnit pe James (John Hannah) și ar fi avut o conversație cu el. Ea ar fi ajuns acasă la timp pentru a-l prinde pe prietenul ei, Gerry (John Lynch), în pat cu fosta lui iubită, Lydia (Jeanne Tripplehorn); ea îl părăsește și se mută cu prietena ei, Anna (Zara Turner), și își modifică aspectul pentru un nou început. James continuă să se implice în viața lui Helen, susținând-o și încurajând-o să-și deschidă propria firmă de relații publice. Ea și James se îndrăgostesc, în ciuda rezervei lui Helen de a începe o altă relație atât de repede după despărțirea ei de Gerry. În cele din urmă, Helen descoperă că este însărcinată, crezând că este copilul lui James și se duce să-l vadă la birou. Ea este uimită să afle de la secretară că James este căsătorit. Supărată, ea dispare. James o găsește pe un pod și îi explică faptul că el a fost căsătorit, dar este acum trăiește separat și intenționează să divorțeze. El și viitoarea fostă soție păstrează aspectul unei căsnicii fericite de dragul mamei sale bolnave. După ce ea și James își declară dragostea, Helen merge pe drum și este lovită de o mașină.
În situația în care pierde trenul, ea cheamă un taxi, iar un om încearcă să-i smulgă geanta. Helen este rănită în încăierare și se duce la spital. Ea a ajunge acasă după ce Lydia a plecat și, neștiind  de infidelitatea lui Gerry, își ia două locuri de muncă part-time pentru a-și plăti facturile. Gerry își ascunde infidelitatea și jonglează cu cele două femei din viața sa; Lydia chiar interacționează cu Helen în mai multe rânduri. Helen are o serie de conflicte cu Gerry, dar descoperă că este însărcinată. Ea nu reușește să-i spună, dar îi relatează că trebuie să meargă la interviu pentru un post la o firmă internațională de PR, astfel că Gerry, gândindu-se că Helen este la interviu, se duce acasă la Lydia care era și ea însărcinată cu copilul lui. În timp ce se afla acolo, soneria sună și Lidia îi spune lui Gerry să deschidă. Helen, stând la ușă, este uimită să-l vadă pe Gerry, iar Lydia îi spune că ea nu poate susține interviul, deoarece decide dacă să păstreze sau nu copilul prietenului ei. Helen fuge și alunecă pe scara de la blocul Lydiei, încercând să scape de Gerry, care alerga după ea.
În ambele situații, Helen ajunge la spital și pierde copilul. În situația în care ea ar fi prins trenul, ea moare în brațele noului ei iubit, James. În situația în care ea pierde trenul, ea își revine și îi spune lui Gerry să plece pentru totdeauna. Înainte de a se trezi, ea vede secvențe din viața alternativă a lui Helen.
În scena finală (având loc acum numai în universul real, când a pierdut trenul), James pleacă de la spital, după vizita făcută mamei sale, iar Helen pleacă după ce a pus punct relației ei cu Gerry. Helen pierde un cercel în lift, iar James i-l înmânează. Acest eveniment este o reflectarea a evenimentului de la începutul filmului, în care James ridică cercelul lui Helen din ascensor, după ce Helen este concediată de la locul ei de muncă. Înainte ca ușile să se închidă, James îi spune lui Helen pentru a o înveseli: "Știi ce spun băieții de la Monty Python..." Helen îi răspunde:  "Nimeni nu așteaptă Inchiziția spaniolă". Ea și James se uită unul la celălalt, fiecare fiind surprins de răspunsul ei. Ușile liftului se închid, lăsând publicul să facă speculații dacă a fost soarta sau o coincidență faptul că Helen și James au ajuns împreună în aceste circumstanțe.

## Distribuție
- Gwyneth Paltrow - Helen Quilley
- John Hannah - James Hammerton
- John Lynch - Gerry
- Jeanne Tripplehorn - Lydia
- Zara Turner - Anna
- Douglas McFerran - Russell
- Paul Brightwell - Clive
- Nina Young - Claudia
- Virginia McKenna - dna. Hammerton
- Kevin McNally - Paul
- Christopher Villiers - Steve

## Producție
Scenele de la metroul din Londra au fost filmate la stația Waterloo de pe Waterloo & City Line și la stația Fulham Broadway de pe District Line. Scenele de pe râu au fost filmate lângă Podul Hammersmith și în pubul Anchor Blue din Hammersmith. Podul prezentat este Podul Albert între Battersea și Chelsea. Scena de noapte atunci când Paltrow și Hannah merg pe stradă a fost filmată pe Primrose Gardens (fosta Stanley Gardens) din Belsize Park. Scena finală de la spital în care Helen  și James se întâlnesc în ascensor a fost filmată la The Chelsea and Westminster Hospital de pe Fulham Road. 

## Coloană sonoră
1. Aimee Mann - "Amateur"
2. Elton John - "Bennie and the Jets"
3. Dido - "Thank You"
4. Aqua - "Turn Back Time"
5. Jamiroquai - "Use the Force"
6. Abra Moore - "Don't Feel Like Cryin'"
7. Peach - "On My Own"
8. Olive - "Miracle"
9. Dodgy - "Good Enough"
10. Blair - "Have Fun, Go Mad"
11. Andre Barreau - "Got a Thing About You"
12. Andre Barreau - "Call Me a Fool"

## Recepție

### Box office
În primul week-end, filmul a obținut la box office încasări de 834.817 $, clasându-se pe locul 17, dar au crescut cu 96.5% la 1.640.438 $ în al doilea week-end. Încasările totale din SUA s-au ridicat la suma de 11.841.544 $. El a avut parte de succes și în Marea Britanie cu încasări totale de 12 milioane £ . Încasările totale ale filmului se ridică la peste 58 milioane de dolari .

### Recepție critică
Pe situl Rotten Tomatoes filmul are un rating de 63% "fresh", bazat pe 48 de comentarii. Metacritic a descris reacția ca "mixtă sau medie", cu un scor favorabil de 59%, bazat pe 23 de comentarii. Time Out a descris filmul ca fiind "în esență, o comedie romantică cu un truc strașnic". Regizoarea de film Agnieszka Holland consideră că filmul este o copie a filmului polonez Blind Chance (1981) cu toate "adâncurile filosofice și subtilitățile stilistice".